# 浙江大学公共卫生系
浙江大学公共卫生系，或称公共卫生学院，学院（系）创建于1950年，现属于浙江大学医学部，有流行病与卫生统计学系、社会医学系、毒理学与营养学系、环境医学系4个学科系和7个课程组。

## 概况
学院有浙江省重点学科2个，省医药卫生重点学科1个；建有省级重点实验室1个，校级研究所3个；还建有公共卫生实验教学中心、临床流行病学中心、营养与健康咨询中心、心理卫生与行为治疗中心、公共卫生检验检测中心。
现有64名专职教师和研究人员，其中具有博士学位的教师27人，25名正高职称，27名副高职称，7名中级职称。有13名博士生导师，39名硕士生导师；1名长江学者讲座教授，1名校特聘求是教授，2名教育部新世纪人才，10名浙江省新世纪151人才。

## 科研
2006年以来开展189项科研项目，其中4项国家973子课题，1项国家863子课题，1项国家自然科学基金重大重点项目，20项国家自然科学基金面上项目，1项国家社会科学基金项目，3项国家科技支撑计划，4项境外合作项目；获2项发明专利；获1项国家奖，3项省部级奖，3项国际学术奖，1项国家精品课程和1项省级精品课程；在国内外核心期刊发表250余篇学术论文，其中75篇SCI收录论文，83篇MEDLINE收录论文；出版40余本专著与教材。
学院（系）注重学科交叉，逐步形成了慢性病预防、卫生政策和管理、医学心理学与群体行为科学的研究、社会和自然环境因素的人群暴露以及遗传易感性研究、营养与健康、公共卫生突发事件研究、探索建立符合中国国情的新型社区健康服务模式研究等学科发展新目标。